# Collegio uninominale Sicilia 2 - 02 (2017)
Il collegio elettorale uninominale Sicilia 2 - 02 è stato un collegio elettorale uninominale della Repubblica Italiana per l'elezione della Camera dei deputati tra il 2017 ed il 2022.

## Territorio
Come previsto dalla legge elettorale italiana del 2017, il collegio era stato definito tramite decreto legislativo all'interno della circoscrizione Sicilia 2.
Era formato dal territorio di 80 comuni: Alcara li Fusi, Antillo, Barcellona Pozzo di Gotto, Basicò, Brolo, Capo d'Orlando, Capri Leone, Casalvecchio Siculo, Castell'Umberto, Castelmola, Castroreale, Condrò, Falcone, Ficarra, Floresta, Fondachelli-Fantina, Forza d'Agrò, Francavilla di Sicilia, Frazzanò, Furnari, Gaggi, Galati Mamertino, Gallodoro, Giardini-Naxos, Gioiosa Marea, Graniti, Gualtieri Sicaminò, Leni, Letojanni, Librizzi, Limina, Lipari, Longi, Malfa, Malvagna, Mazzarrà Sant'Andrea, Merì, Milazzo, Militello Rosmarino, Mirto, Moio Alcantara, Monforte San Giorgio, Mongiuffi Melia, Montagnareale, Montalbano Elicona, Motta Camastra, Naso, Novara di Sicilia, Oliveri, Pace del Mela, Patti, Piraino, Raccuja, Roccafiorita, Roccavaldina, Roccella Valdemone, Rodì Milici, San Filippo del Mela, San Marco d'Alunzio, San Pier Niceto, San Piero Patti, San Salvatore di Fitalia, Santa Domenica Vittoria, Santa Lucia del Mela, Santa Marina Salina, Santa Teresa di Riva, Sant'Alessio Siculo, Sant'Angelo di Brolo, Savoca, Sinagra, Spadafora, Taormina, Terme Vigliatore, Torregrotta, Torrenova, Tortorici, Tripi, Ucria, Valdina e Venetico.
Il collegio era quindi interamente compreso nella città metropolitana di Messina.
Il collegio era parte del collegio plurinominale Sicilia 2 - 01.

## Eletti
| Elezione | Elezione | Deputato          | Partito      |
| -------- | -------- | ----------------- | ------------ |
|          | 2018     | Alessio Villarosa | Indipendente |

## Dati elettorali

### XVIII legislatura
Come previsto dalla legge elettorale, 232 deputati erano eletti con sistema a maggioranza relativa in altrettanti collegi uninominali a turno unico.
| Candidati              | Candidati                   | Voti    | %     | Liste                                | Voti    | %     |
| ---------------------- | --------------------------- | ------- | ----- | ------------------------------------ | ------- | ----- |
|                        | Alessio Villarosa ✔️ Eletto | 69 726  | 43,72 | Movimento 5 Stelle                   | 69 726  | 43,72 |
|                        | Maria Tindara Gullo         | 55 670  | 34,91 | Forza Italia                         | 36 841  | 23,10 |
| Lega                   | Maria Tindara Gullo         | 55 670  | 34,91 | 9 736                                | 6,10    |       |
| Fratelli d'Italia      | Maria Tindara Gullo         | 55 670  | 34,91 | 7 037                                | 4,41    |       |
| Noi con l'Italia - UDC | Maria Tindara Gullo         | 55 670  | 34,91 | 2 056                                | 1,29    |       |
|                        | Natalia Cimino              | 25 391  | 15,92 | Partito Democratico                  | 21 113  | 13,24 |
| Civica Popolare        | Natalia Cimino              | 25 391  | 15,92 | 1 990                                | 1,25    |       |
| +Europa                | Natalia Cimino              | 25 391  | 15,92 | 1 601                                | 1,00    |       |
| Italia Europa Insieme  | Natalia Cimino              | 25 391  | 15,92 | 687                                  | 0,43    |       |
|                        | Francesca Pietropaolo       | 3 981   | 2,50  | Liberi e Uguali                      | 3 981   | 2,50  |
|                        | Maria Stefania Longordo     | 1 296   | 0,81  | CasaPound                            | 1 296   | 0,81  |
|                        | Fabio Cannizzaro            | 1 050   | 0,66  | Potere al Popolo!                    | 1 050   | 0,66  |
|                        | Sandra Romeo                | 1 038   | 0,65  | Il Popolo della Famiglia             | 1 038   | 0,65  |
|                        | Alessia Di Mauro            | 619     | 0,39  | Italia agli Italiani                 | 619     | 0,39  |
|                        | Roberto Romeo               | 563     | 0,35  | Partito Comunista                    | 563     | 0,35  |
|                        | Loredana Zappulla           | 156     | 0,10  | Lista del Popolo per la Costituzione | 156     | 0,10  |
| Totale                 | Totale                      | 159 490 | 100   |                                      | 159 490 | 100   |
|                        |                             |         |       |                                      |         |       |
| Voti non validi        | Voti non validi             | 8 190   | 4,88  |                                      |         |       |
| Votanti                | Votanti                     | 167 680 | 67,02 |                                      |         |       |
| Elettori               | Elettori                    | 250 205 |       |                                      |         |       |